# 河合堯晴
河合 堯晴（かわい たかはる、1905年3月11日 - 1985年6月6日）は、日本の経営者。岡山県出身。

## 経歴
1929年に京都帝国大学工学部採鉱冶金科を卒業し、同年に日本鉱業に入社。
1950年5月に取締役に就任し、1957年11月に常務、1959年5月に専務を経て、1964年5月に副社長に就任し、1969年5月には社長に昇格。1974年5月に会長を経て、1976年6月には相談役に就任。日本鉱業協会会長、全日本剣道連盟会長なども歴任。
1964年10月に藍綬褒章を受章し、1981年4月に勲一等瑞宝章を受章。
1985年6月6日急性心不全のために死去。80歳没。